# Schenkendöbern
Schenkendöbern är en kommun och ort i östra Tyskland, belägen omkring 5 kilometer väster om staden Guben. Administrativt tillhör kommunen Landkreis Spree-Neisse i förbundslandet Brandenburg. Kommunen bildades 26 oktober 2003 genom en sammanslagning av de tidigare kommunerna Atterwasch, Bärenklau, Gastrose-Kerkwitz, Grabko, Lutzketal och Pinnow-Heideland i den nya kommunen Schenkendöbern. Orten Schenkendöbern ingick innan i kommunen Lutzketal.

## Geografi
Den sydöstra kommungränsen löper utefter floden Lausitzer Neisse, som sedan 1945 utgör gränsflod mot Polen.

### Administrativ indelning
Följande orter i kommunen utgör administrativa kommundelar (Ortsteile). Namn på lågsorbiska anges inom parentes.
- Atterwasch (Wótšowaš)
- Bärenklau (Barklawa)
- Grabko (Grabk)
- Grano (Granow)
- Gross Drewitz (Wjelike Drjejce)
- Gross Gastrose (Gósćeraz) med Klein Gastrose (Mały Gósćeraz)
- Kerkwitz (Kerkojce)
- Krayne (Krajna)
- Lauschütz (Łužyca)
- Lübbinchen (Lubink)
- Pinnow (Pynow)
- Reicherskreuz (Rychartojce)
- Schenkendöbern (Derbno) med Wilschwitz (Wolšnica)
- Sembten (Semtyń)
- Staakow (Stoki)
- Taubendorf (Dubojce) med Albertinenaue